# Callidora albovincta
Callidora albovincta är en stekelart som först beskrevs av Holmgren 1860.  Callidora albovincta ingår i släktet Callidora och familjen brokparasitsteklar. Arten är reproducerande i Sverige. Inga underarter finns listade.